# Wyspa Małgorzaty
Wyspa Małgorzaty (węg. Margitsziget) – wyspa na Dunaju, na Węgrzech, w granicach miasta Budapeszt. Pod względem administracyjnym wyspa ta należy do XII dzielnicy. Została sztucznie utworzona z trzech, leżących blisko siebie pomniejszych wysp pod koniec XIX wieku przy okazji prac związanych z regulacją Dunaju. Ma 2,5 km długości, zajmuje 95,6 ha powierzchni, a w najszerszym miejscu jej szerokość wynosi 500 m.
Na wyspie znajdują się hotele, obiekty sportowe (boiska, korty tenisowe, baseny), kluby, restauracje, liczne tereny zielone ze ścieżkami rowerowymi, joggingowymi, przestronnymi trawnikami idealnymi na piknik, wypoczynek oraz średniowieczne ruiny natury sakralnej.

## Położenie i komunikacja
Wyspa leży na wysokości II i III dzielnicy po stronie Budy oraz XIII dzielnicy patrząc od strony Pesztu. Od 1901 roku na wyspę można dotrzeć od strony południowej z Mostu Małgorzaty, a od 1950 roku również z Mostu Arpada, który łączy się z wyspą od północy. Poza taksówkami oraz autobusami na wyspę nie mogą wjeżdżać żadne inne pojazdy. Wyjątkiem są jedynie płatny parking oraz parking dla gości hotelu, na które można zjechać z mostu Arpada. Na wyspę można się dostać tramwajem nr 4 i 6 (zatrzymuje się na środku Mostu Małgorzaty) lub autobusem nr 26 (wjeżdża na wyspę).

## Pochodzenie nazwy
W średniowieczu wyspę zwano "Wyspą Królików" (węg. Nyulak szigete), jednak dzisiejszą nazwę zawdzięcza córce węgierskiego króla Beli IV, św. Małgorzacie, która spędziła większość swojego życia właśnie na tej wyspie, w zbudowanym w połowie XIII wieku klasztorze dominikanek. W zależności od okresu historycznego wyspę nazywano również: Nagyboldogasszony-sziget, Úr-sziget, Budai-sziget, Dunai-sziget, Nádor-sziget, Palatinus-sziget.

## Historia
Uzdrowiskowe walory wyspy odkryli już Rzymianie, którzy połączyli wyspę z lądem kamiennym mostem. Wśród obecnych historycznych zabytków, na wyspie znajdują się:
- Ruiny XII-wiecznego kościoła Franciszkanów
- Ruiny klasztoru Dominikanów
- Rekonstrukcja kościoła św. Michała z zakonu Premonstratensów, z płaskorzeźbą przedstawiającą patrona nad bramą i XV-wiecznym dzwonem na wieży

Do XVI wieku na wyspie znajdowały się liczne zakony żeńskie, klasztory i kościoły. Na skutek wojen z imperium osmańskim mnisi opuścili wyspę, a wszystkie te budynki zniszczono. W XVIII wieku wyspa była siedzibą palatyna. W 1908 roku natomiast ustanowiono tam park miejski.

## Przyroda
Wyspa jest siedzibą wielu gatunków roślin, a nawet kilku zwierząt. Można tu zaobserwować takie gatunki roślin jak miłorząb dwuklapowy czy platan, a ze zwierząt wiewiórki, dzięcioły, kosy i wiele innych.
Na wyspie są też ogrody tematyczne. Jest ogród różany oraz ogród japoński z małym stawkiem, w którym pływają ryby i żółwie.

## Inne miejsca na wyspie
- Pomnik z 1973 roku upamiętniający połączenie Óbudy, Pesztu i Budy w jedno miasto Budapeszt.
- Mini-zoo z ptactwem wodnym
- Grająca Studnia w północnej części wyspy
- Grająca Fontanna przy wejściu od strony południowej
- Ośmiokątna Wieża Wodna o wysokości 57 m, zbudowana w 1911 roku; dzisiaj służy jako wieża widokowa i miejsce wystaw.

Latem dużym zainteresowaniem cieszy się kompleks 8 basenów na otwartym powietrzu Palatinus (7,5 ha) oraz zespół basenów sportowych Alfreda Hajósa. Tam też odbyły się Mistrzostwa Europy w pływaniu w 2006 i  2010 roku.
Na wyspie można wypożyczyć kilkuosobowe pojazdy, którymi szybciej można zwiedzić całą wyspę. Wyspa jest również przystosowana dla wózków inwalidzkich.

## Galeria

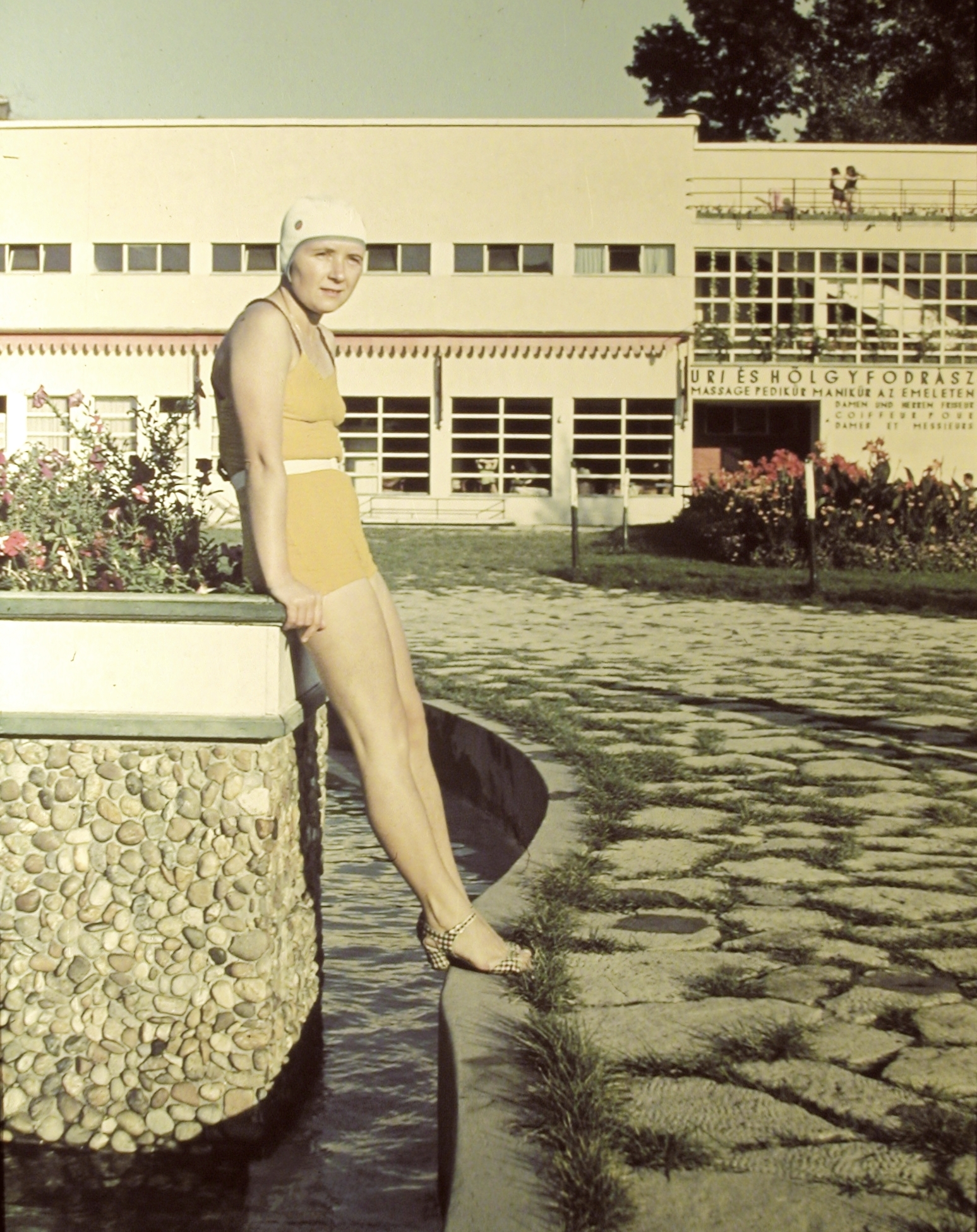
Kąpielisko Palatinus, modernistyczna zabudowa autorstwa arch. István Janáky, dwa lata po otwarciu w 1939
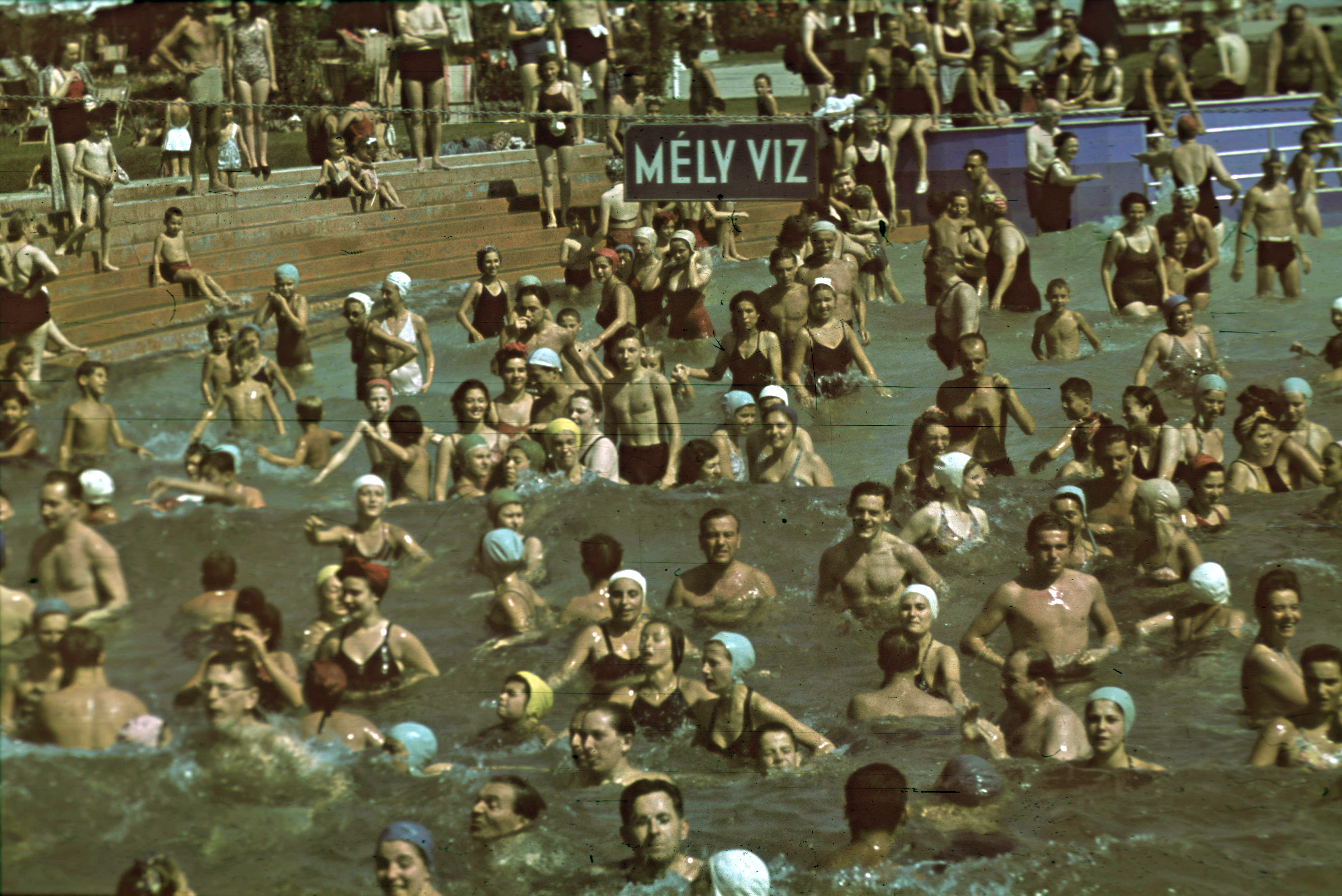
Wypoczynek mieszkańców i turystów na Wyspie Małgorzaty w 1939
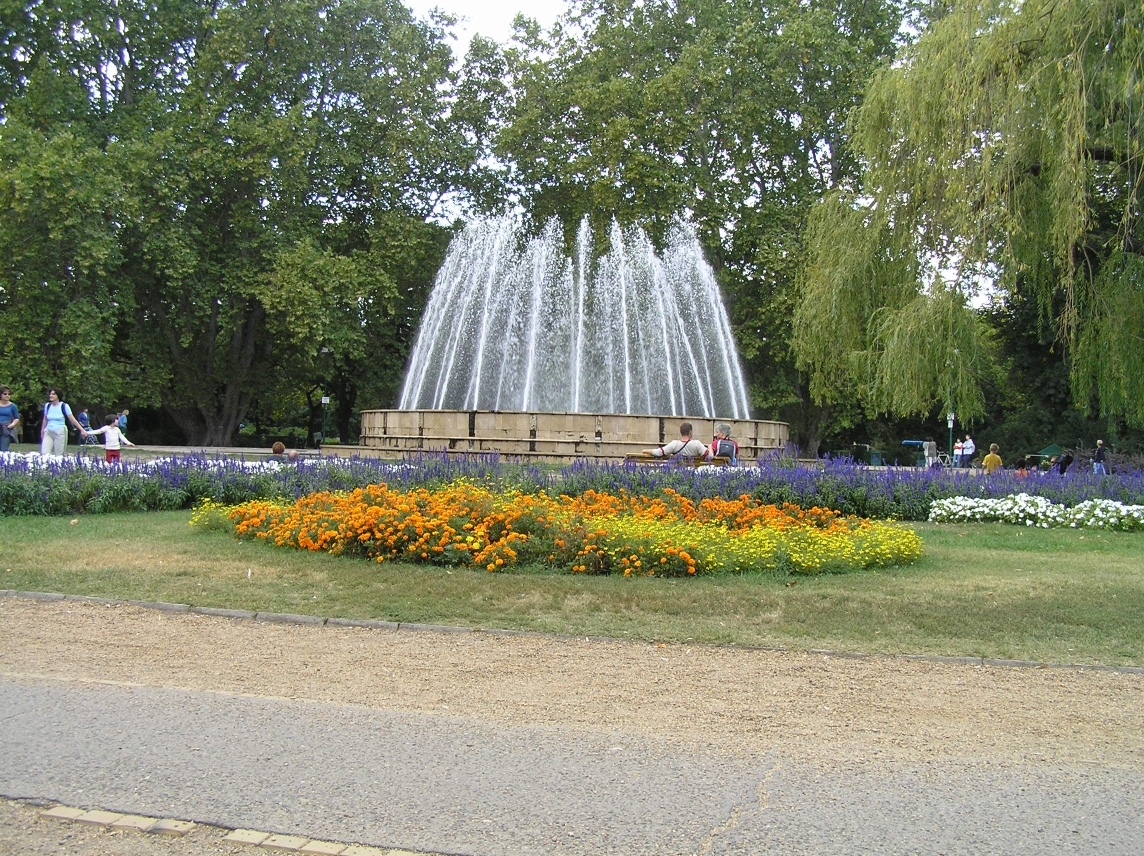
Największa fontanna na Węgrzech
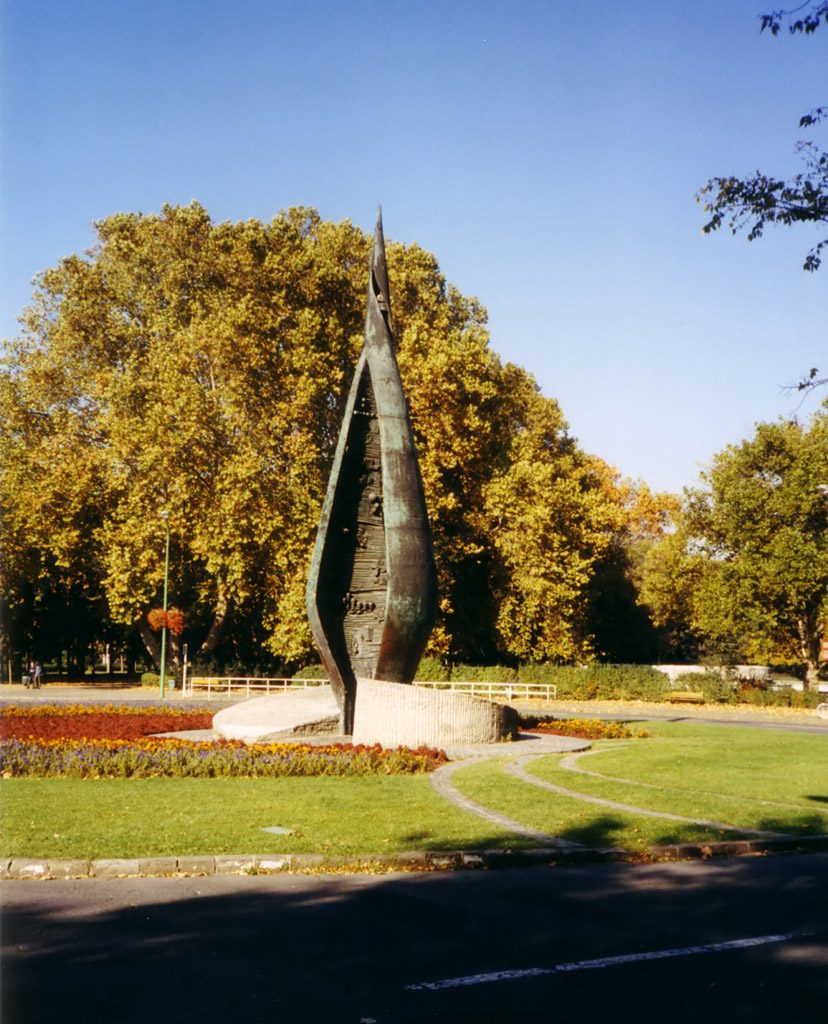
Pomnik upamiętniający utworzenie miasta Budapeszt
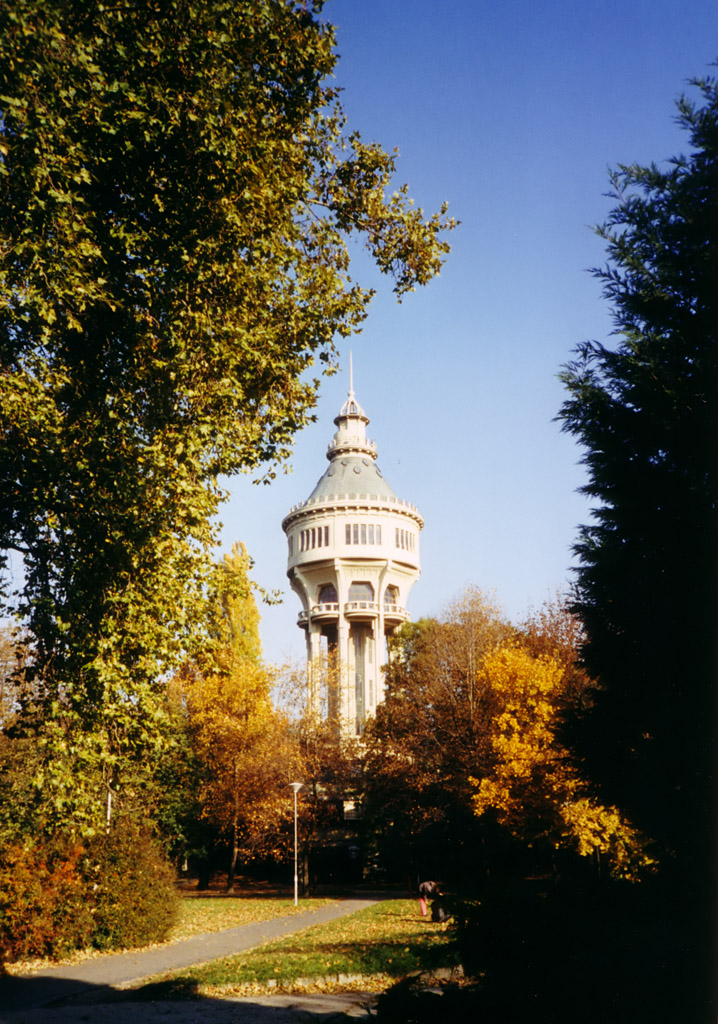
Wieża Wodna